# Вуст-Фишбек
Вуст-Фишбек (њем. Wust-Fischbeck) општина је у њемачкој савезној држави Саксонија-Анхалт. Једно је од 26 општинских средишта округа Штендал. Према процјени из 2010. у општини је живјело 1.525 становника. Посједује регионалну шифру (AGS) 15090631.

## Географски и демографски подаци
Вуст-Фишбек се налази у савезној држави Саксонија-Анхалт у округу Штендал. Општина се налази на надморској висини од 31 метра. Површина општине износи 68,2 km². У самом мјесту је, према процјени из 2010. године, живјело 1.525 становника. Просјечна густина становништва износи 22 становника/km².